# Domingo Sibilla
Domingo Sibilla Muñoz (Santiago del Cile, 27 agosto 1935) è un ex cestista cileno.

## Carriera
Con il Cile ha disputato i Campionati mondiali del 1959.
Ha giocato nella Union Española.